# Иссык (Афганистан)
Иссык (дари اسيک) — кишлак на северо-востоке Афганистана, в вилаяте (провинции) Бадахшан. Входит в состав района Вахан.

## Географическое положение
Иссык расположен на северо-востоке Бадахшана, в высокогорной местности, на правом берегу реки Вахандарьи, вблизи места впадения в неё реки Дарайи-Иссык, на расстоянии приблизительно 242 километров к востоку от города Файзабада, административного центра вилаята. Абсолютная высота — 3240 метров над уровнем моря. Ближайшие населённые пункты — кишлак Птух (выше по течению Вахандарьи), кишлак Нештхаур (ниже по течению Вахандарьи).

## Население
На 2003 год население составляло 104 человека. В национальном составе преобладают ваханцы.